# Демельхубер, Карл Мария
Карл Мария Демельхубер (нем. Karl Maria Demelhuber; 26 мая 1896, Фрайзинг, Германская империя — 18 марта 1988, Зесхаупт, ФРГ) — обергруппенфюрер СС и генерал войск СС.

## Биография
Карл Мария Демельхубер родился 26 мая 1896 года во Фрайзинге. По профессии был коммерсантом. Участвовал в Первой мировой войне. Затем состоял во фрайкоре Эппа. В 1920 году оставил армию и недолго работал продавцом. В начале января 1921 года поступил на службу в баварскую земельную полицию, где изначально был командиром взвода, а с 1933 по 1935 год — адъютантом руководителя мюнхенской полиции.
20 февраля 1922 года вступил в НСДАП (билет № 4439). В начале мая 1934 года стал членом Штурмовых отрядов, а 15 марта 1935 года — СС (№ 252 392). С апреля 1935 года был командиром 2-го батальона моторизованного полка СС «Германия». С октября 1936 по декабрь 1940 года был руководителем штандарта СС «Германия».
С 25 ноября 1940 по 24 апреля 1941 года был руководителем войск СС в польском Генерал-губернаторстве. Некоторое время командовал 1-й моторизованной бригадой СС. С 15 мая 1941 по 20 апреля 1942 был командиром 6-й горной дивизии СС «Норд» в Финляндии. С июня 1942 по ноябрь 1944 года занимал пост командующего войск СС в Нидерландах. 4 октября 1943 года присутствовал на собрании в Позене, где Гиммлер произнёс свою речь, которая касалась истребления евреев. С 15 января по апрель 1945 года был командиром 16-го армейского корпуса СС в Померании. В конце войны был представителем Гиммлера в штаб-квартире СС на побережье Балтийского моря.

### После войны
16 мая 1945 года был арестован британцами в Шлезвиг-Гольштейне и переведён в лагерь для военнопленных Нойенгамме. 17 мая 1948 года был освобождён из плена. В 1950-х годах вступил в Общества взаимопомощи бывших членов войск СС (ХИАГ). С 1955 года был председателем арбитражного суда ХИАГ. Демельхубер покинул организацию из-за конфликта с федеральным представителем Куртом Мейером.